# محمود رامیار
محمود رامیار (۱۳۰۱-۲۰ شهریور ۱۳۶۳) قرآن‌پژوه، نویسنده و استاد دانشگاه فردوسی مشهد بود. او مدتی ریاست این دانشگاه را بر عهده داشت. رامیار برای نگارش تاریخ قرآن برگزیدهٔ دومین دورهٔ کتاب سال ایران شد.